# Inga arenicola
Inga arenicola là một loài rau đậu thuộc họ Fabaceae.
Loài này chỉ có ở Brasil.